# Col du Galibier

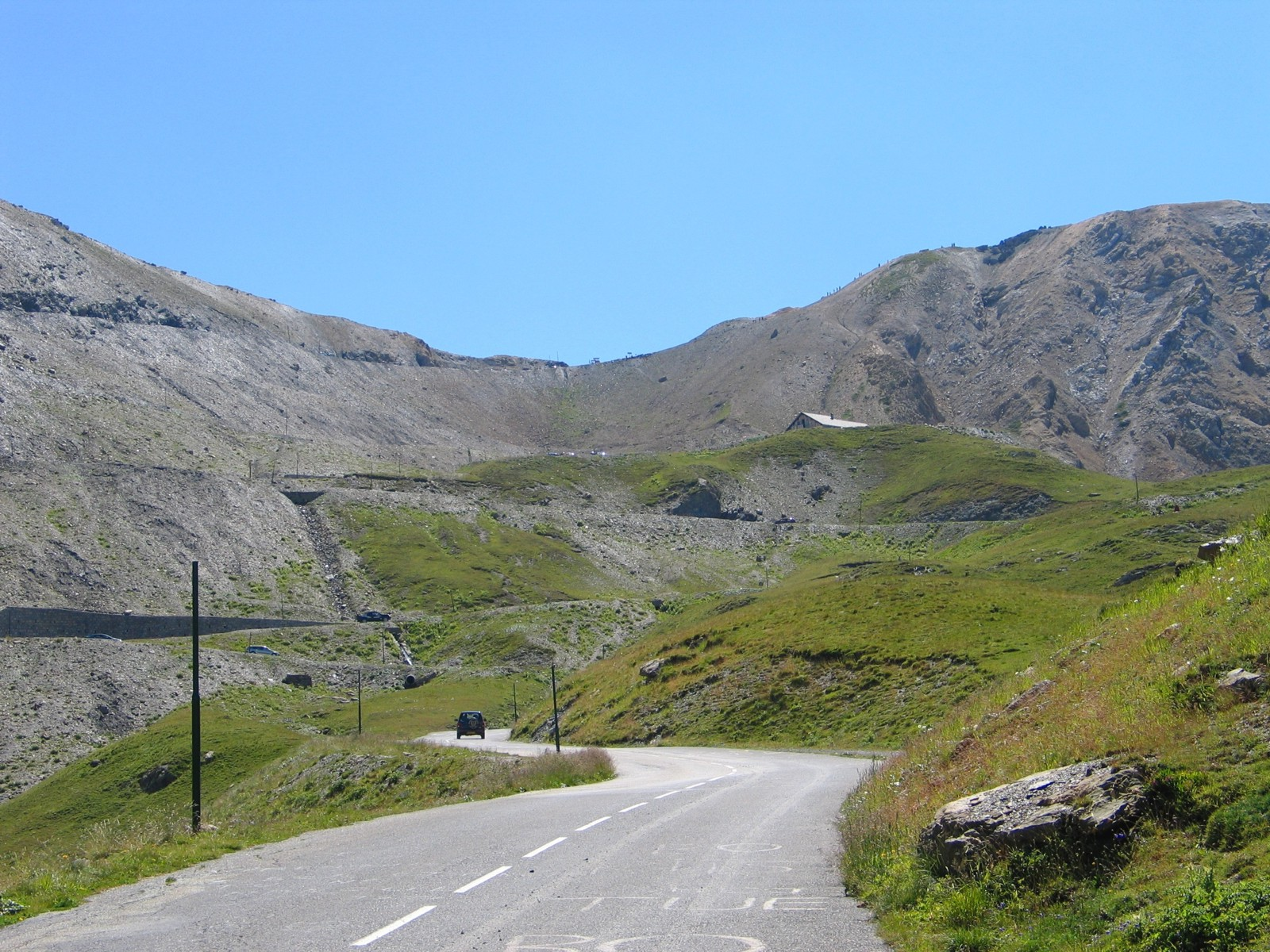
Col du Galibier

Col du Galibier är ett bergspass i de franska alperna i Savoie. Den är berömd för att Tour de France ofta passerar här och har den tuffaste klassificeringen, det vill säga hors catégorie i franska cykeltävlingar. Första gången Tour de France passerade här var 1911. Enligt uppgift var det endast en cyklist, Émile Georget som lyckades cykla upp för berget och de övriga gick helt eller delvis uppför. Höjd 2 645 meter över havet. Snittlutning 7,4 %, max lutning 12 %.
2019-års utgåva av Tour de France 
passerade Col du Galibier två gånger  och målgången på toppen av berget vanns av Andy Schleck, efter 60 kilometer i ensam ledning.